# Norio Takahashi
Norio Takahashi (jap. 高橋 範夫, Takahashi Norio; * 15. März 1971 in der Präfektur Chiba) ist ein ehemaliger japanischer Fußballspieler.

## Karriere
Takahashi erlernte das Fußballspielen in der Schulmannschaft der Chiba Kita High School und der Universitätsmannschaft der Chiba-Universität. Seinen ersten Vertrag unterschrieb er 1991 bei den Nissan Motors. Der Verein spielte in der höchsten Liga des Landes, der Japan Soccer League. 1992 wechselte er zum Ligakonkurrenten Urawa Reds. 1996 wechselte er zum Zweitligisten Brummell Sendai (heute: Vegalta Sendai). 2001 wurde er mit dem Verein Vizemeister der J2 League und stieg in die J1 League auf. Für den Verein absolvierte er 135 Spiele. 2003 wechselte er zum Zweitligisten Sagan Tosu. Für den Verein absolvierte er 12 Spiele. 2004 wechselte er zu Unión San Felipe. 2005 wechselte er zum Zweitligisten Tokushima Vortis. Für den Verein absolvierte er 47 Spiele. 2007 wechselte er zu Albirex Niigata (Singapur). Ende 2008 beendete er seine Karriere als Fußballspieler.